# Kalliojärvi (sjö i Kaavi, Norra Savolax)
Kalliojärvi är en sjö i kommunerna Kaavi och Kuopio (före 2017 Juankoski kommun) i landskapet Norra Savolax i Finland. Sjön ligger 142,2 meter över havet. Den är 8,65 meter djup. Arean är 80 hektar och strandlinjen är 7,09 kilometer lång. Sjön  ingår i Vuoksens huvudavrinningsområde.   Den ligger omkring 60 kilometer öster om Kuopio och omkring 380 kilometer nordöst om Helsingfors. 
I sjön finns ön Selkäluoto. Norr om Kalliojärvi ligger Hietajärvi. 